# Грецов Семен Васильович
Семен Васильович Грецов (рос. Семён Васильевич Грецов; 10 березня 1902 — 25 січня 1975) — радянський військовик часів Другої світової війни, сержант.
Єдина людина, нагороджена шістьма медалями «За відвагу».

## Життєпис
Народився 1902 (за деякими даними — 1908) року в селі Нижньодорожне, нині Горшеченського району Курської області Росії, в селянській родині. Росіянин. Здобув початкову освіту. Проживав у селі Середньодорожне, працював у колгоспі.
До лав РСЧА призваний Старооскольським РВК у липні 1941 року. Учасник німецько-радянської війни з 1941 року у складі 115-го артилерійського полку. У березні 1942 року був поранений. Після одужання переведений санітаром 1214-го стрілецького полку 364-ї стрілецької дивізії.
Воював на Північно-Західному, Волховському, Ленінградському, 3-му Прибалтійському і 1-му Білоруському фронтах. Тричі (03.1942, 26.06.1944, 19.09.1944) був поранений.
У боях поблизу села Вороново Мгинського району Ленінградської області в період з 22 по 28 липня 1943 року санітар санітарного взводу 2-го стрілецького батальйну 1214-го стрілецького полку рядовий С. В. Грецов надав першу допомогу і виніс з поля бою 26 поранених бійців і командирів з їх особистою зброєю.
9 березня 1944 року в бою біля села Рожанка Островського району Ленінградської (нині — Псковської) області санінструктор 9-ї стрілецької роти рядовий С. В. Грецов перев'язав і евакуював з поля бою на полковий медичний пункт 18 поранених бійців і командирів з їх особистою зброєю.
У боях за Огнянниково — Ваноха Псковського району Ленінградської області санінструктор 9-ї стрілецької роти рядовий С. В. Грецов 17 березня 1944 року виніс з поля бою 6 та в період з 31 березня по 8 квітня — 19 поранених бійців з їх особистою зброєю.
У боях в районі Погостище — Вощино Псковського району з 24 по 26 червня 1944 року санітар 4-ї стрілецької роти сержант С. В. Грецов надав допомогу 23 пораненим бійцям і офіцерам, особисто брав участь у відбитті контратак супротивника.
14 вересня 1944 року в наступальних боях з прориву укріпленої оборони ворога поблизу населених пунктів Соди і Коци Латвійської РСР під вогнем супротивника надав допомогу 12 пораненим бійцям.
23 квітня 1945 року в боях за поселення Ліхтенберг санінструктор санітарного взводу 1-го стрілецького батальйону молодший сержант медичної служби С. В. Грецов під сильним кулеметним вогнем супротивника виніс з поля бою 18 поранених бійців і офіцерів з їх особистою зброєю.
Після закінчення війни ще деякий час проходив службу в 153-му армійському запасному стрілецькому полку. Після демобілізації оселився в Старому Осколі, працював муляром-штукатуром.

## Нагороди
Нагороджений шістьма медалями «За відвагу» (05.08.1943, 14.03.1944, 30.04.1944, 06.07.1944, 01.10.1944, 29.04.1945) та іншими медалями.
У 1978 році нагороди С. В. Грецова були передані до Старооскольського краєзнавчого музею.